# 斯克里帕伊
49°43′11″N 36°35′29″E / 49.71972°N 36.59139°E
斯克里帕伊（烏克蘭語：Скрипаї）是位於烏克蘭東部的村莊，由哈爾科夫州丘胡伊夫区的斯洛博然斯凱市鎮負責管轄。該村處於北頓涅茨河畔，始建於1647年，面積3.77平方公里，海拔高度106米，2001年人口1,287。